# 503 Evelyn
503 Evelyn este un asteroid din centura principală, descoperit pe 19 ianuarie 1903, de Raymond Dugan.